# Кордонне
Кордонне́ (фр. Cordonnet) — коммуна во Франции, находится в регионе Франш-Конте. Департамент — Верхняя Сона. Входит в состав кантона Рьоз. Округ коммуны — Везуль.
Код INSEE коммуны — 70174.

## География
Коммуна расположена приблизительно в 320 км к юго-востоку от Парижа, в 20 км севернее Безансона, в 27 км к юго-западу от Везуля.

## Население
Население коммуны на 2010 год составляло 122 человека.
| 1962 | 1968 | 1975 | 1982 | 1990 | 1999 | 2010 |
| ---- | ---- | ---- | ---- | ---- | ---- | ---- |
| 75   | 87   | 77   | 108  | 104  | 112  | 122  |

## Экономика

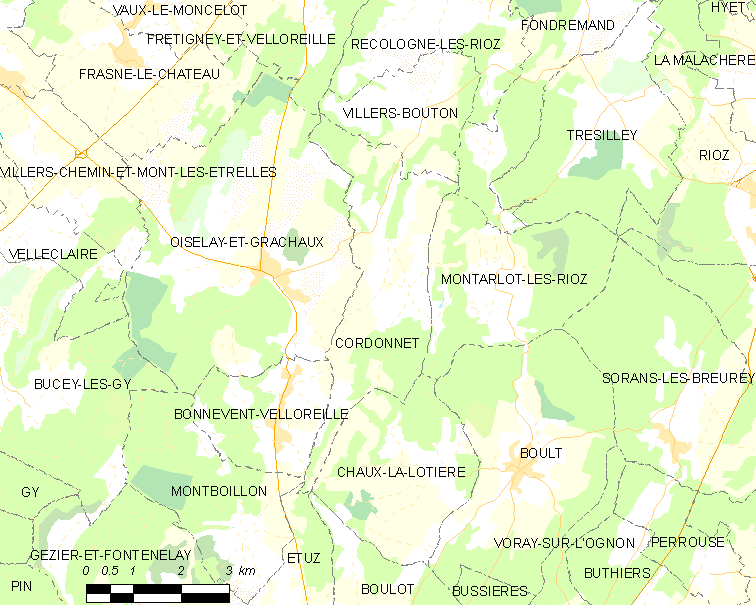
Карта коммуны

В 2010 году среди 79 человек трудоспособного возраста (15—64 лет) 57 были экономически активными, 22 — неактивными (показатель активности — 72,2 %, в 1999 году было 78,7 %). Из 57 активных жителей работали 57 человек (32 мужчины и 25 женщин), безработных не было. Среди 22 неактивных 8 человек были учениками или студентами, 13 — пенсионерами, 1 был неактивным по другим причинам.